# La Gerusalemme liberata
La Gerusalemme liberata er en italiensk stumfilm fra 1918 af Enrico Guazzoni.

## Medvirkende
- Amleto Novelli som Tancredi
- Edy Darclea som Armida
- Olga Benetti som Clorinda
- Elena Sangro som Erminia
- Beppo Corradi som Rinaldo